# Liên đoàn bóng đá bang Acre
Liên đoàn bóng đá bang Acre (tiếng Bồ Đào Nha: Federação de Futebol do Estado do Acre), được thành lập vào ngày 21 tháng 1 năm 1947 với tên gọi Liên đoàn Thể thao Acre (tiếng Bồ Đào Nha: Federação Acreana de Desportos), là cơ quan đại diện cho các câu lạc bộ Acre tại Liên đoàn bóng đá Brasil (CBF) và quản lý tất cả các giải đấu bóng đá chính thức tại bang Acre bao gồm Campeonato Acriano và các giải hạng dưới.

## Thành viên sáng lập

### FAD
América Futebol Clube;

Fortaleza;

Independência Futebol Clube;

Rio Branco;

### FFAC
Andirá Esporte Clube;

Associação Desportiva Vasco da Gama;

Atlético Acreano;

Atlético Clube Juventus;

Rio Branco;

São Francisco Futebol Clube;